# Tellement j'ai d'amour...
Tellement j'ai d'amour... —en español: Tengo tanto amor...— es el tercer álbum de estudio en francés de la cantante canadiense Céline Dion, lanzado en Quebec, Canadá, el 7 de septiembre de 1982. Incluye su primer éxito, «D'amour ou d'amitié». El álbum alcanzó el número tres en Quebec, fue certificado Platino en Canadá y ganó el Premio Félix al «Mejor Álbum Pop del Año».

## Antecedentes
Tellement j'ai d'amour... incluye nueve canciones, principalmente coescritas por Eddy Marnay, y coproducidas por Marnay y René Angélil. También presenta «Le piano fantôme», escrita por Luc Plamondon, colaborador posterior de Dion, y «La voix du bon Dieu», la canción principal de su álbum debut, regrabada esta vez con toda la familia Dion en los coros. La canción «Tellement j'ai d'amour pour toi» fue grabada inicialmente por la cantante francesa Nicole Croisille como «Je t'aime un point c'est tout», con una letra diferente de Eddy Marnay, para su álbum de 1974 Partir. A pesar de haber sido presentada para la selección del Festival de Eurovisión 1974, la grabación de Croisille fue archivada por su entonces mánager Claude Pascal y sigue sin haberse lanzado hasta el día de hoy.

## Rendimiento comercial
El álbum se convirtió en el primer éxito comercial de Dion, alcanzando el número tres en Quebec. Fue certificado Platino en Canadá y ha vendido 150 000 copias en ese país. Con el primer sencillo, «Tellement j'ai d'amour pour toi», Dion alcanzó el número tres en Quebec. El segundo sencillo, «D'amour ou d'amitié», se convirtió en un éxito, encabezando las listas en Quebec y llegando a la lista de los diez primeros en Francia. También fue certificado Oro en ambos países, lo que convirtió a Dion en la primera artista canadiense en recibir una certificación de Oro en Francia.

## Lista de canciones
| Lado A |                                   |                                               |                         |          |  |
| N.º    | Título                            | Escritor(es)                                  | Productor(es)           | Duración |  |
| 1.     | «D'amour ou d'amitié»             | Eddy Marnay, Jean Pierre Lang, Roland Vincent | Marnay, Rudi Pascal     | 3:59     |  |
| 2.     | «Le Piano fantôme»                | Luc Plamondon, François Cousineau             | Cousineau, René Angélil | 3:35     |  |
| 3.     | «Tu restes avec moi»              | Marnay, Cousineau                             | Cousineau, Angélil      | 3:23     |  |
| 4.     | «Tellement j'ai d'amour pour toi» | Marnay, Hubert Giraud                         | Marnay, Pascal          | 2:56     |  |
| 5.     | «Écoutez-moi»                     | Marnay, André Popp                            | Marnay, Angélil         | 3:03     |  |

| Lado B |                                          |                                              |                 |          |  |
| N.º    | Título                                   | Escritor(es)                                 | Productor(es)   | Duración |  |
| 1.     | «Le Tour du monde» (con hermanas Dion)   | Marnay, Jean-Pierre Calvet                   | Marnay, Angélil | 3:07     |  |
| 2.     | «Visa pour les beaux jours»              | Marnay, Christian Loigerot, Thierry Geoffroy | Marnay, Pascal  | 3:23     |  |
| 3.     | «La Voix du bon Dieu» (con familia Dion) | Marnay                                       | Marnay, Angélil | 3:16     |  |
| 4.     | «Le Vieux Monsieur de la rue Royale»     | Marnay, Alain Noreau                         | Marnay, Angélil | 4:10     |  |

## Gráficos
| Listas (1982)  | Mejor posición |
| -------------- | -------------- |
| Quebec (ADISQ) | 3              |

## Certificaciones
| País   | Organismo certificador | Certificación | Ventas certificadas | Ref.  |
| ------ | ---------------------- | ------------- | ------------------- | ----- |
| Canadá | Music Canada           | Platino       | 150 000             | [ 4 ] |

## Historia de lanzamientos
| Región | Fecha                  | Discográfica | Formato        | Catálogo  |
| ------ | ---------------------- | ------------ | -------------- | --------- |
| Canadá | 8 de noviembre de 1982 | Saisons      | Vinilo, casete | SNS 80007 |